# Bernardino Bonifacio de Tovar
Bernardino Bonifacio de Tovar es un escultor español del siglo XVI, hijo del también arquitecto-escultor de Toledo, Juan de Tovar.
En 1510 talla los tableros de la Sala Capitular de la Catedral de Santa María de Toledo, talla robusta de combinación ornamental, equilibrando el dibujo para dejar espacios análogos en el fondo. También la yesería de la entrada a la Sala Capitular es obra suya.

## Obras
Obra suya es la puerta de salida al claustro de la Catedral de Astorga, consta de dos hojas, con una cornisa de molduras que encierran ocho tableros, cuatro con relieves de san Sebastián, san Roque, Santiago y san Miguel.
En El Carpio de Tajo (Toledo) talló una imagen de San Miguel Arcángel en la iglesia del mismo nombre, realizada en la segunda mitad del siglo XVI.